# Evil Clown of Middletown

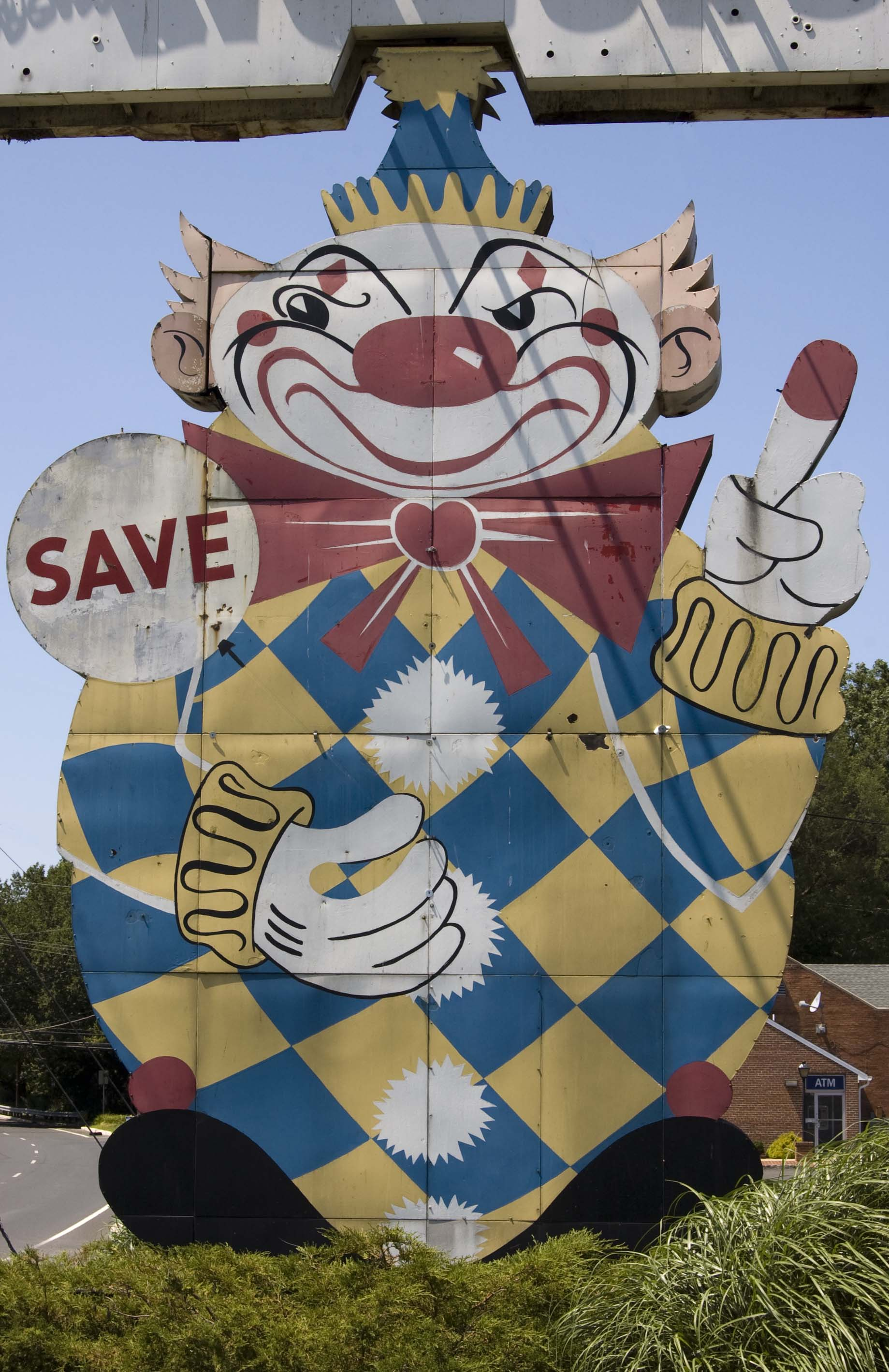
Evil Clown of Middletown

The Evil Clown of Middletown är en stor utomhusskylt på nordgående huvudvägen New Jersey Route 35 i Middletown, New Jersey, och gör reklam för en spritaffär. Den byggdes ursprungligen för att göra reklam åt Joseph Azzolinas livsmedelsaffär Food Circus 1956. Under dess tidiga år snurrade den kontinuerligt runt med hjälp av elektriska motorer, vilket var en vanlig reklamform på den tiden, även om reklamformen minskade i popularitet under 1970-talet. Sedan dess har clownen stått still.
Clownens fick sin första huvudroll år 1996 under öppningssekvensen för Philip Bottis film Middletown. Filmen vann New York Underground Film Festivals "Choice award". Clownen är känd för att den har ett ovanligt skrämmande utseende. Den har varit med i den lokala tidskriften Weird NJ såväl som på The Tonight Show som en kortfilm av Kevin Smith. Clownen är med under de första minuterna i filmen Clerks II av Smith från 2006.
Idag kan clownen även ses på internet som maskot för Food Circus Super Foodtown i centrala New Jersey.